# Дунаев, Юрий Борисович
Юрий Борисович Дунаев (род. 15 декабря 1935 года, дер. Северная Яшкинского района Кемеровской области) — бригадир проходчиков шахты «Центральная» г. Прокопьевск, Герой Социалистического Труда.

## Биография
В 1949 г. поступил в Осинниковский горный техникум, диплом получил уже в Прокопьевском горном техникуме в 1954 г.
Трудовую деятельность начал на шахте «Черная гора». После службы в армии (1954—57 гг.) вернулся на шахту и продолжал работать горным мастером. С 1963 по 1996 годы — бригадир проходческой комсомольско-молодежной бригады шахты № 3-3-бис (с 1971 г. — шахта «Центральная»). Под умелым руководством Юрия Борисовича этот коллектив в течение многих лет служил примером высокопроизводительного труда, являясь маяком не только шахты, но и всего Кузбасса. В 1979 году за выдающиеся успехи в труде и досрочное выполнение плановых заданий по проходке горных выработок Ю.Б. Дунаеву присвоено звание Героя Социалистического Труда. С 1996 года — на пенсии.
Депутат Верховного Совета РСФСР (1976—90 гг.). Делегат XXV съезда КПСС. Награждён знаком «Шахтерская слава» трех степеней, орденом Трудового Красного Знамени, орденом Ленина.